# لويس إف. بوست
لويس إف. بوست (بالإنجليزية: Louis Freeland Post)‏ هو كاتب وأمين سر أمريكي، ولد في 15 نوفمبر 1849 في مقاطعة ساسكس في الولايات المتحدة، وتوفي في 11 يناير 1928 في واشنطن العاصمة في الولايات المتحدة.

## وصلات خارجية
- لويس إف. بوست على موقع الموسوعة البريطانية (الإنجليزية)